# Barghash bin Sa'id di Zanzibar
Barghash bin Saʿīd Āl bū Saʿīd (1837 – 26 marzo 1888) è stato il secondo sultano di Zanzibar.
Governò dal 7 ottobre 1870 al 26 marzo 1888.
Fratello della Sayyida Salme (Emily Ruete).